# كريستوفر بروك
كريستوفر بروك (بالإنجليزية: Christopher Robert Ingham Brooke)‏ هو ضابط وسياسي بريطاني (وحمل سابقاً جنسية المملكة المتحدة لبريطانيا العظمى وأيرلندا)، ولد في 4 يوليو 1869، وتوفي في 28 ديسمبر 1948. حزبياً، نشط في حزب المحافظين. في الانتخابات العامة في المملكة المتحدة 1924 ‏، انتخب عضو برلمان المملكة المتحدة الـ34 عن دائرة Pontefract (UK Parliament constituency) ‏ (29 أكتوبر 1924 – 10 مايو 1929).